# Pleiades (supercomputadora)
Pleiades (/ˈplaɪədiːz, ˈpliːə-/) es una supercomputadora petaescalar alojada en las instalaciones del Centro de Investigación Ames. Es mantenida por la NASA y sus socios HPE e Intel. 
A partir de noviembre de 2016, se clasificó como la computadora número trece más rápida del mundo en la lista TOP500 con una calificación LINPACK de 5.95 petaflops (5.95 billones de operaciones de punto flotante por segundo) y un rendimiento máximo de 7.25 petaflops desde su actualización de hardware más reciente. El objetivo final de la asociación entre la NASA y SGI es lograr un rendimiento máximo de supercomputación de 10 petaflops, o 10 billones de operaciones de punto flotante por segundo, con el fin de "aumentar las capacidades computacionales para la investigación, [y] el trabajo de modelado y simulación en el Instalación de Supercomputación Avanzada de la NASA (NAS) ".

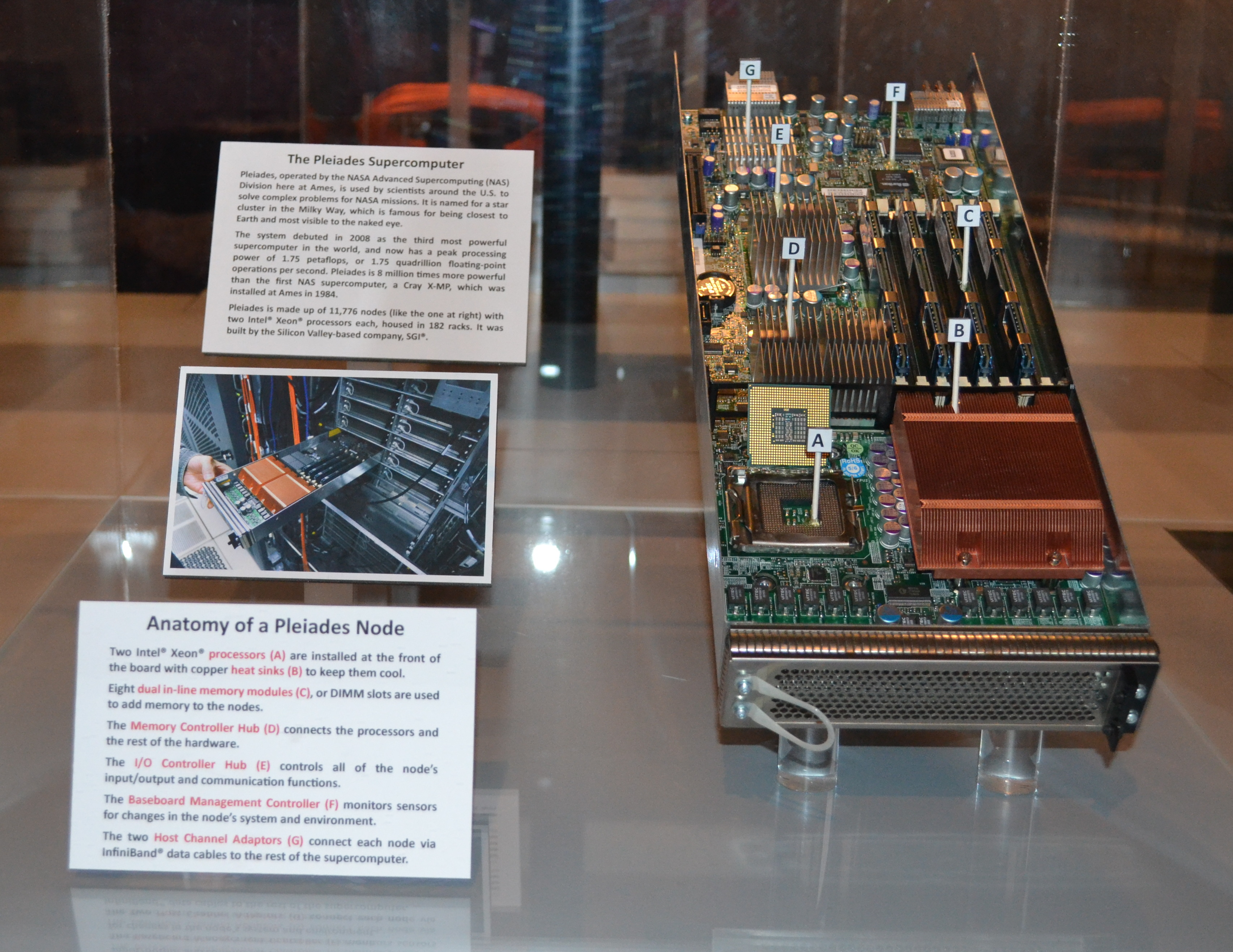
Anatomía de un nodo de Pleiades, que se muestra en exhibición en el Centro de Exploración Ames de la NASA, en Mountain View, California

Construido en 2008 y llamado así por el cúmulo estelar abierto de Pléyades, la supercomputadora debutó como la tercera supercomputadora más poderosa del mundo con 487 teraflops. Originalmente contenía 100 bastidores SGI Altix ICE 8200EX con 12,800 procesadores Intel Xeon quad-core E5472 Harpertown conectados con más de 20 millas de cableado InfiniBand de doble velocidad de datos (DDR).
Con la adición de diez sistemas de bastidor con procesadores X5570 Nehalem de cuatro núcleos en 2009, Pleiades ocupó el sexto lugar en el TOP500 de noviembre de 2009 con 14.080 procesadores con 544 teraflops. En enero de 2010, los científicos e ingenieros de NAS completaron con éxito una "integración en vivo" de otro bastidor ICE 8200 conectando el cableado de puerto dual InfiniBand del nuevo bastidor a través de 44 cables de fibra mientras la supercomputadora aún ejecutaba una carga de trabajo completa, ahorrando 2 millones de horas en productividad que de otro modo se habría perdido.
Otra expansión en 2010 agregó 32 nuevos bastidores SGI Altix ICE 8400 con procesadores Intel Xeon X5670 Westmere de seis núcleos, con un máximo de 18,432 procesadores (81,920 núcleos en 144 bastidores) en un pico teórico de 973 teraflops y una clasificación LINPACK de 773 teraflops. La NASA también hizo hincapié en mantener la eficiencia energética de Pleiades, aumentando la eficiencia energética con cada expansión para que en 2010 fuera tres veces más eficiente que los componentes originales de 2008, que eran los más eficientes en ese momento. La integración de los nodos Westmere de seis núcleos también requirió una nueva velocidad de datos cuádruples (QDR) y cableado híbrido DDR/QDR InfiniBand, lo que convirtió a la red de interconexión InfiniBand más grande del mundo con más de 65 millas de cable. 
Después de que se agregaron otros 14 bastidores ICE 8400 que contenían procesadores Westmere en 2011, Pleiades ocupó el séptimo lugar en la lista TOP500 en junio de ese año con una calificación LINPACK de 1.09 petaflops, o 1.09 billones de operaciones de punto flotante por segundo.
Los cables de fibra InfiniBand DDR y QDR se utilizan para conectar todos los nodos entre sí, así como a los sistemas de almacenamiento masivo en NAS y al sistema de visualización de hiperwall, creando una red compuesta por más de 65 millas de cableado InfiniBand, el más grande de su tipo en el mundo. Pleiades está construido en una topología parcial de hipercubos 11-D, donde cada nodo tiene once conexiones con otros once nodos, y algunos hacen hasta doce conexiones para formar un hipercubo 12-D.
En 2012, la NASA y sus socios SGI e Intel comenzaron a trabajar en la integración de 24 nuevos bastidores Altix ICE X con procesadores Intel Xeon E5-2760 Sandy Bridge de ocho núcleos para reemplazar 27 de los bastidores Alitx 8200 originales que contienen procesadores Harpertown de cuatro núcleos. Con un total de 126.720 núcleos de procesador y más de 233 terabytes de RAM en 182 bastidores, la expansión aumentó la capacidad informática disponible de Pleiades en un 40 por ciento. Cada nuevo nodo Sandy Bridge tiene cuatro enlaces de red que utilizan catorce cables de velocidad de datos (FDR) InfiniBand para un ancho de banda de transferencia total de 56 gigabits (aproximadamente 7 gigabytes) por segundo.
A principios de 2013, el trabajo comenzó en una actualización de hardware más grande para Pleiades, eliminando todos los procesadores Harpertown originales de 4 núcleos y agregando 46 bastidores SGI ICE X con procesadores Intel Xeon E5-2680V2 (Ivy Bridge) de 10 núcleos. Cuando se completó la instalación en agosto de 2013, el rendimiento máximo general del sistema aumentó un 62% de 1.78 petaflops a 2.87 petaflops. El sistema se actualizó lentamente nuevamente entre enero y abril de 2014, agregando otros 29 bastidores de nodos Ivy Bridge y aumentando la capacidad computacional teórica del sistema a 3.59 petaflops. Para hacer espacio para la expansión, se eliminaron todos los nodos Nehalem restantes del sistema y 12 nodos Westmere. 
A finales de 2014, se eliminaron más nodos Westmere para dejar espacio a los nuevos procesadores Intel Xeon Haswell, lo que aumentó la potencia de procesamiento teórica 4.49 petaflops. En enero de 2015, se instalaron y liberaron nodos Haswell adicionales para los usuarios, lo que le dio a Pleiades una nueva capacidad máxima de procesamiento teórico de 5.35 petaflops. Una actualización, completada en junio de 2016, reemplazó todos los bastidores restantes que contienen nodos con procesadores Intel Xeon X5670 (Westmere) de seis núcleos con bastidores que contienen nodos que utilizan procesadores Intel Xeon E5-2680v4 (Broadwell) de 14 núcleos. Esto mejoró el rendimiento máximo teórico a 7.25 petaflops.

## Papel en la NASA
Pleiades es parte del Proyecto High-End Computing Capability (HECC) y representa la tecnología de punta de la NASA para cumplir con los requisitos de supercomputación de la agencia, lo que permite a los científicos e ingenieros de la NASA realizar modelos y simulaciones de alta fidelidad para misiones de la NASA en la Tierra, como estudios, ciencia espacial, investigación aeronáutica, así como exploración espacial humana y robótica.
Algunos de los proyectos científicos y de ingeniería que se ejecutan en Pleiades incluyen: 
- La Misión Kepler, un observatorio espacial lanzado en marzo de 2009 para localizar planetas similares a la Tierra, monitorea una sección del espacio que contiene más de 200,000 estrellas y toma imágenes de alta resolución cada 30 minutos. Después de que el centro de operaciones reúne estos datos, se canaliza a las Pléyades para calcular el tamaño, la órbita y la ubicación de los planetas que rodean estas estrellas.[18] A partir de febrero de 2012, la misión Kepler descubrió 1,235 planetas, 5 de los cuales son aproximadamente del tamaño de la Tierra y orbitan dentro de la zona habitable donde el agua puede existir en las tres formas (sólido, líquido, gaseoso).[19] Después de los reveses tras el fracaso de dos de las cuatro ruedas de reacción de Kepler, responsables de mantener la nave espacial apuntada en la dirección correcta, en 2013, el equipo de Kepler trasladó toda la tubería de datos a Pleiades, que continúa ejecutando análisis de curvas ligeras a partir de los datos de Kepler existentes.[20]
- La investigación y el desarrollo de vehículos de lanzamiento espacial de próxima generación se realizan en Pleiades utilizando herramientas de análisis de vanguardia y modelado y simulación de dinámica de fluidos computacional (CFD) para crear sistemas de lanzamiento espacial y diseños de vehículos más eficientes y asequibles. También se han realizado investigaciones para reducir el ruido creado por el tren de aterrizaje de las aeronaves utilizando la aplicación de código CFD para detectar dónde están las fuentes de ruido dentro de las estructuras.[21]
- La investigación astrofísica sobre la formación de galaxias se lleva a cabo en el Pléyades, para crear simulaciones de cómo se formó nuestra propia Vía Láctea y qué fuerzas podrían haber causado que se formara en su forma de disco característica.[22] Pleiades también ha sido el recurso de supercomputación para la investigación y la simulación de la materia oscura, ayudando a descubrir "grupos" de materia oscura gravitacionalmente unidos dentro de las galaxias en una de las simulaciones más grandes jamás realizadas, en términos de números de partículas.[23]
- Visualización de las corrientes oceánicas de la Tierra utilizando un modelo de síntesis de datos construido por la NASA para el Proyecto de Estimación de la Circulación y el Clima del Océano (ECCO) entre el MIT y el Laboratorio de Propulsión a Reacción de la NASA en Pasadena, California . Según la NASA, las "síntesis de datos modelo ECCO se están utilizando para cuantificar el papel del océano en el ciclo global del carbono, para comprender la evolución reciente de los océanos polares, para monitorear los intercambios de calor, agua y químicos que evolucionan en el tiempo dentro y entre diferentes componentes del sistema de la Tierra y para muchas otras aplicaciones científicas ".[24]

## Galería

Vista exterior de la supercomputadora Pleiades
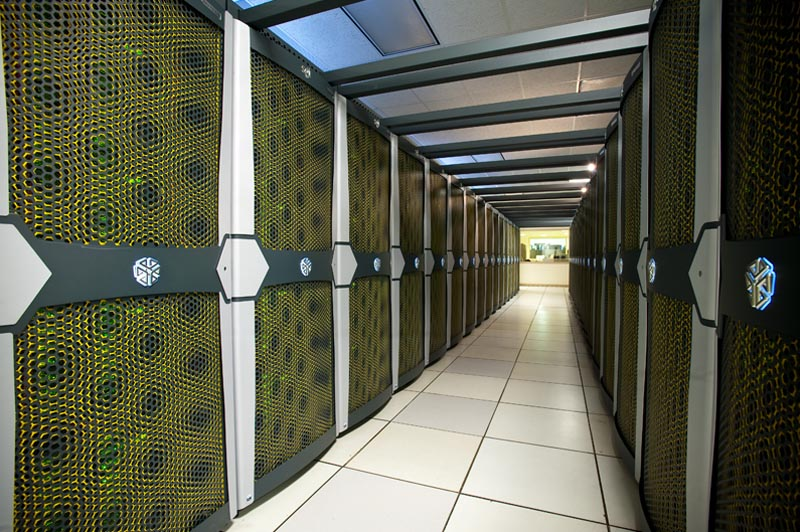
Bastidores Pleiades Westmere. La adición de los nodos Westmere y Nehalem aumentó la capacidad informática disponible en Pleiades en un 170%.
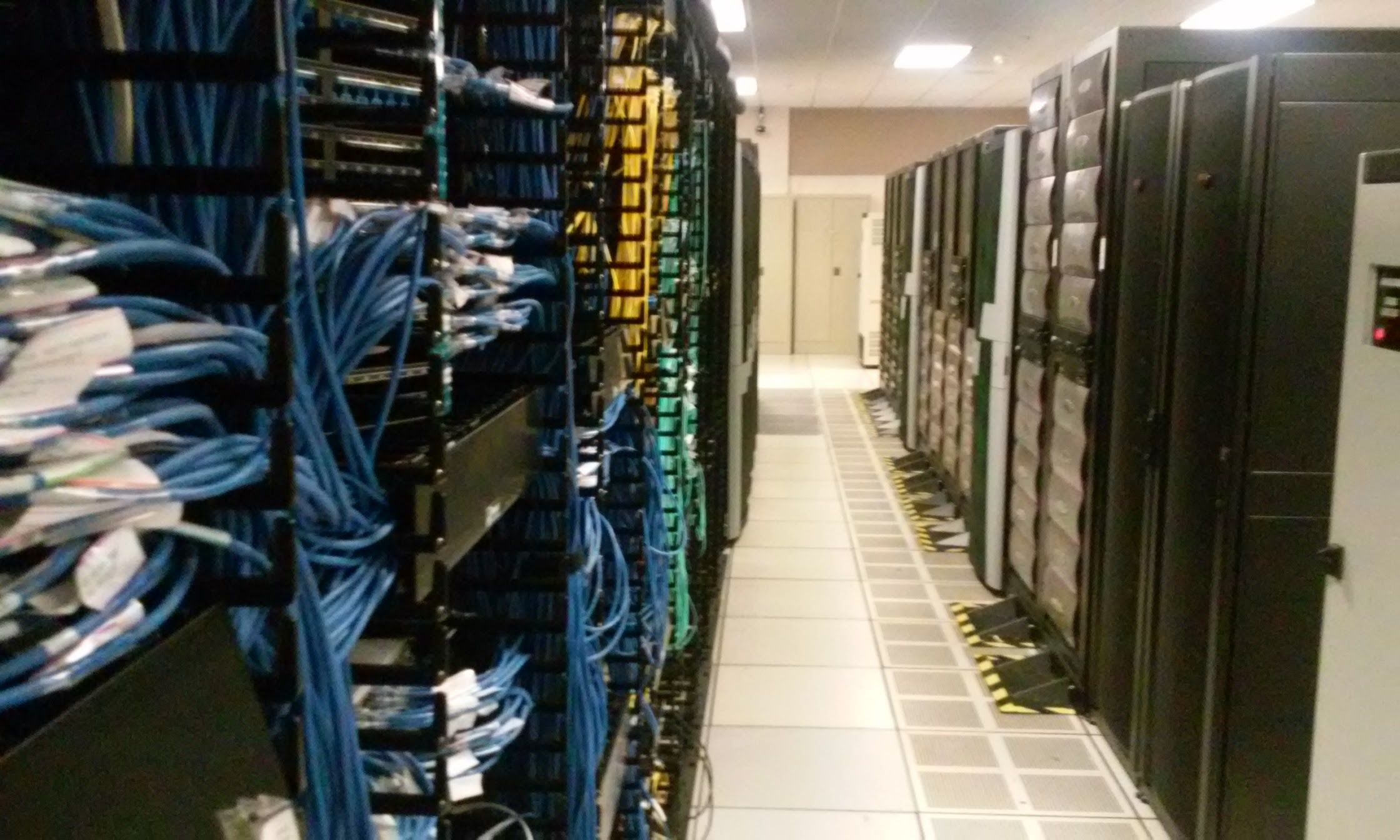
Equipo de redes
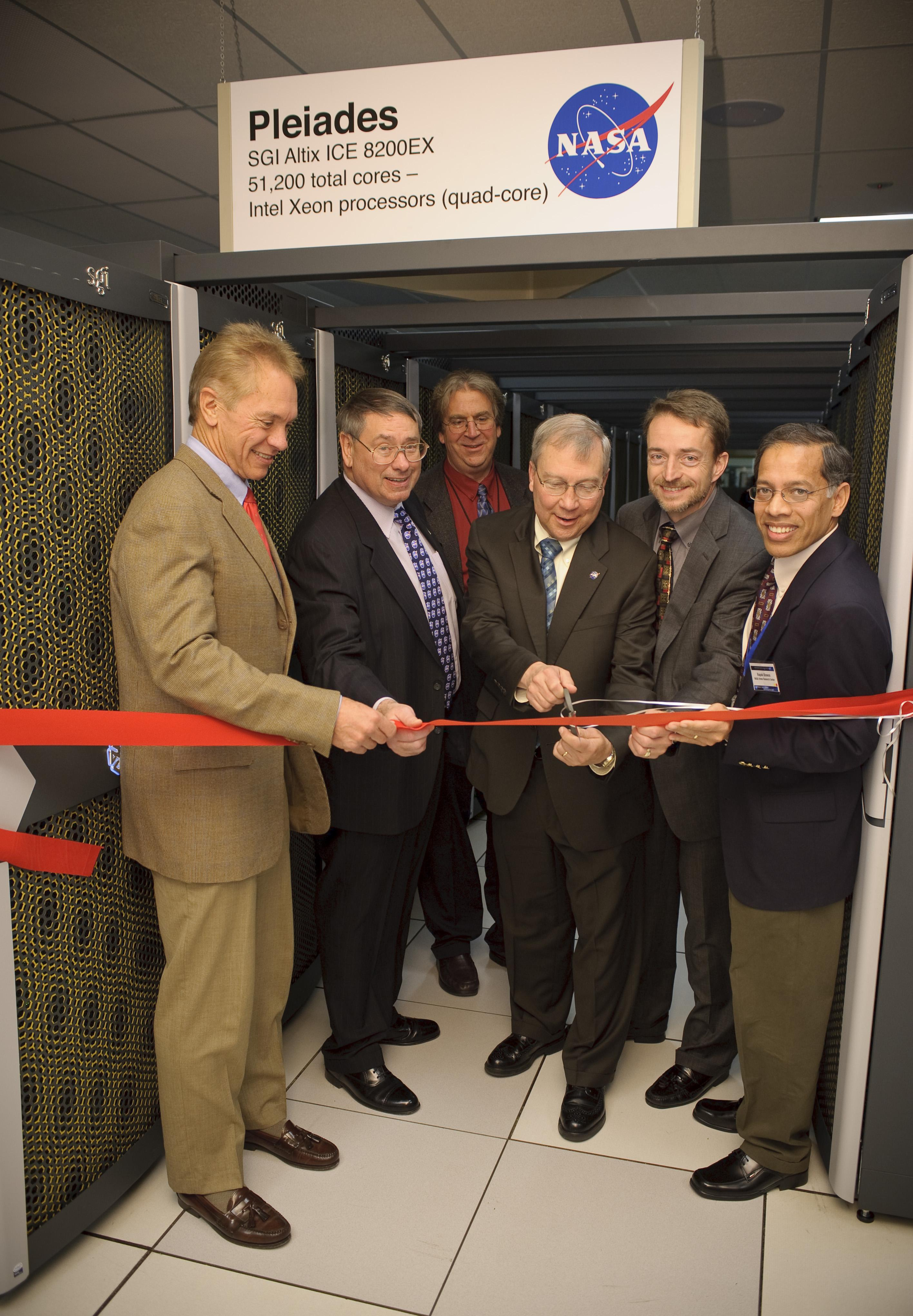
Ceremonia de corte de cinta para la finalización del sistema Pleiades original en diciembre de 2008 con representantes de la NASA, SGI e Intel.
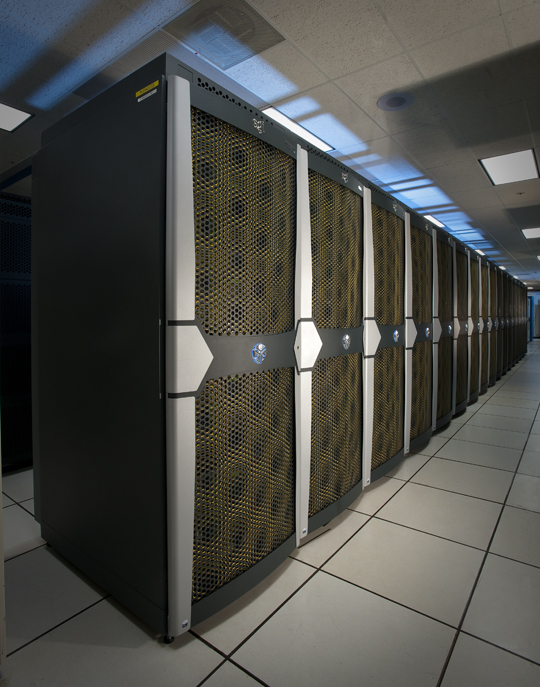
Vista cercana de una fila de gabinetes de cómputo que formaron el sistema original basado en Harpertown.
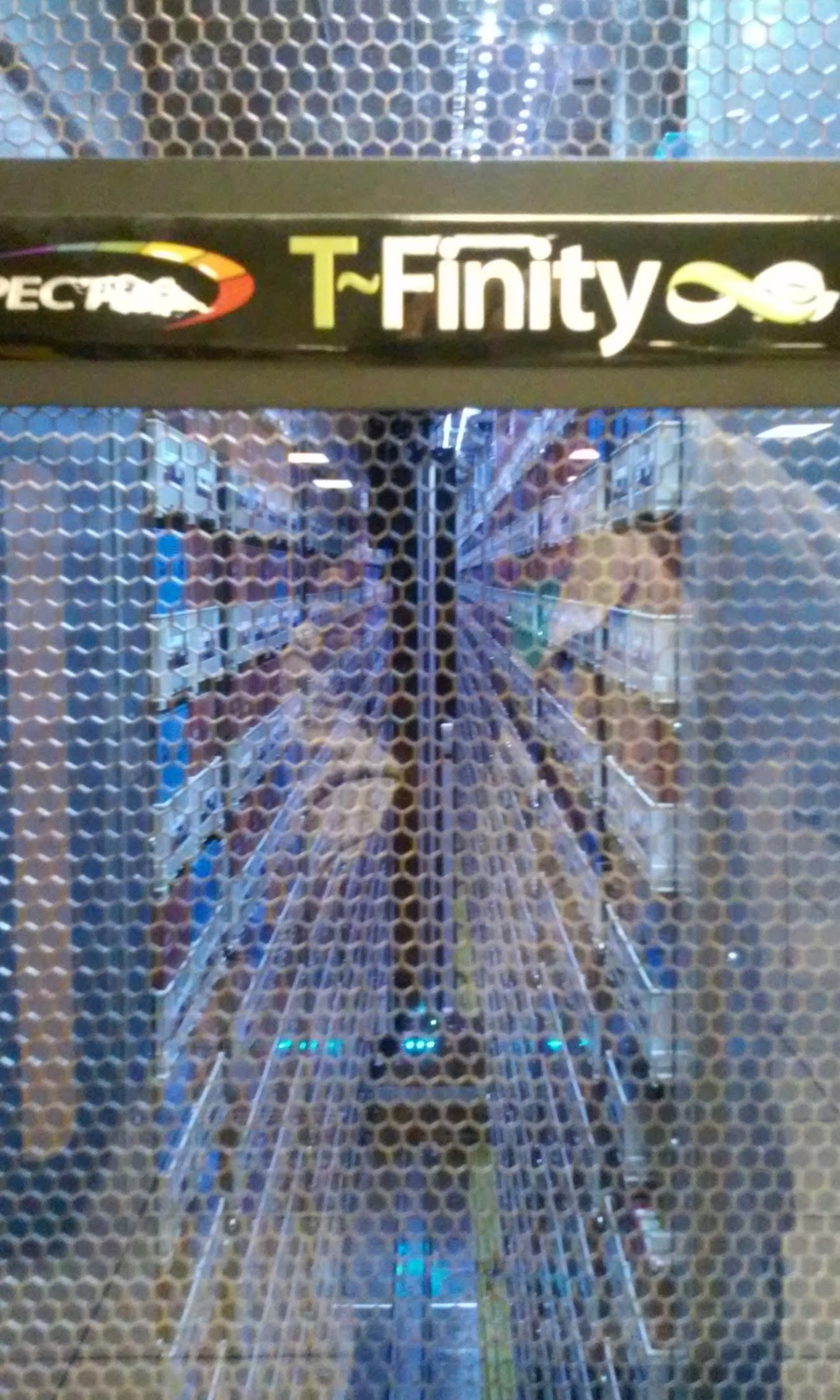
Almacenamiento TFinity
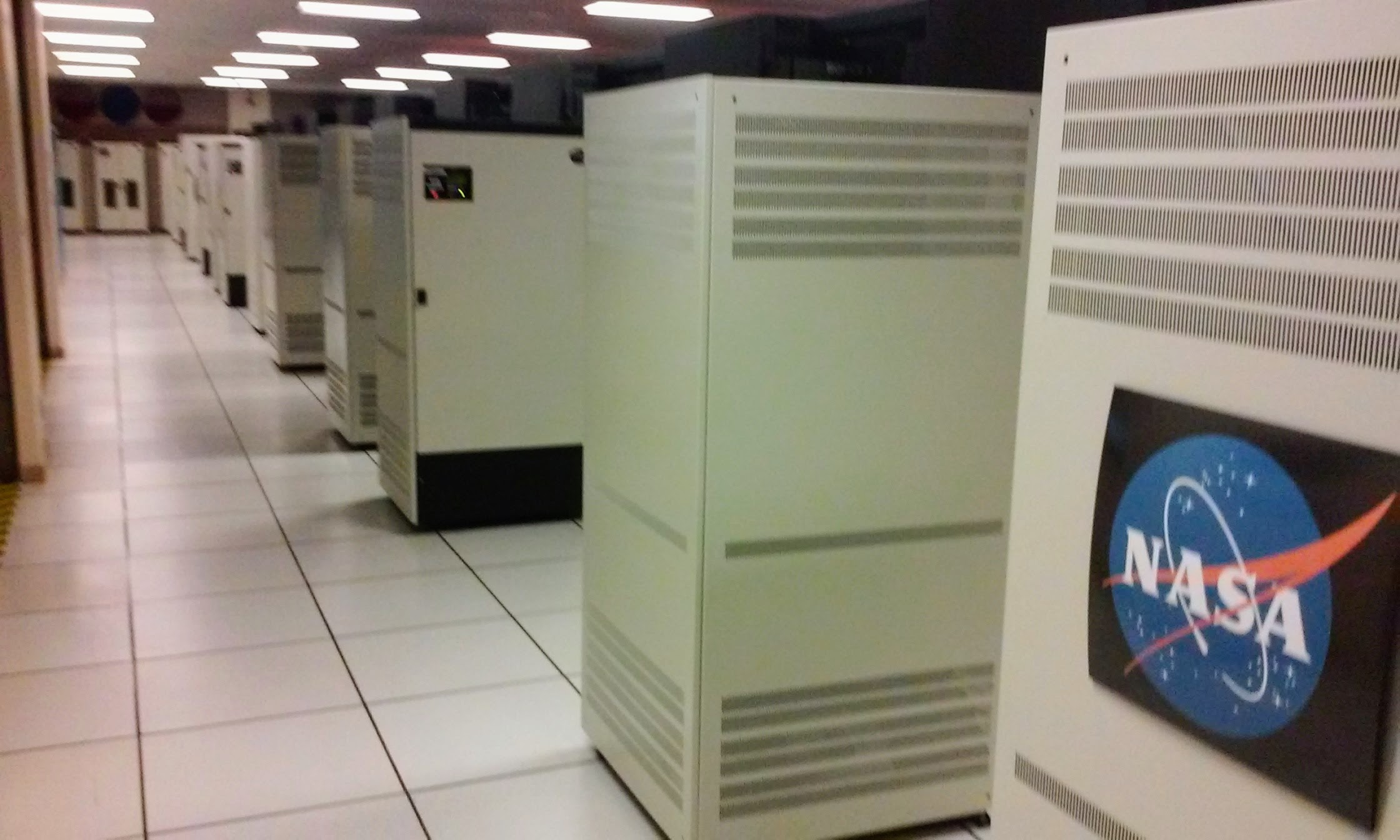
Más armarios
Computadora cuántica D-Wave alojada en el edificio
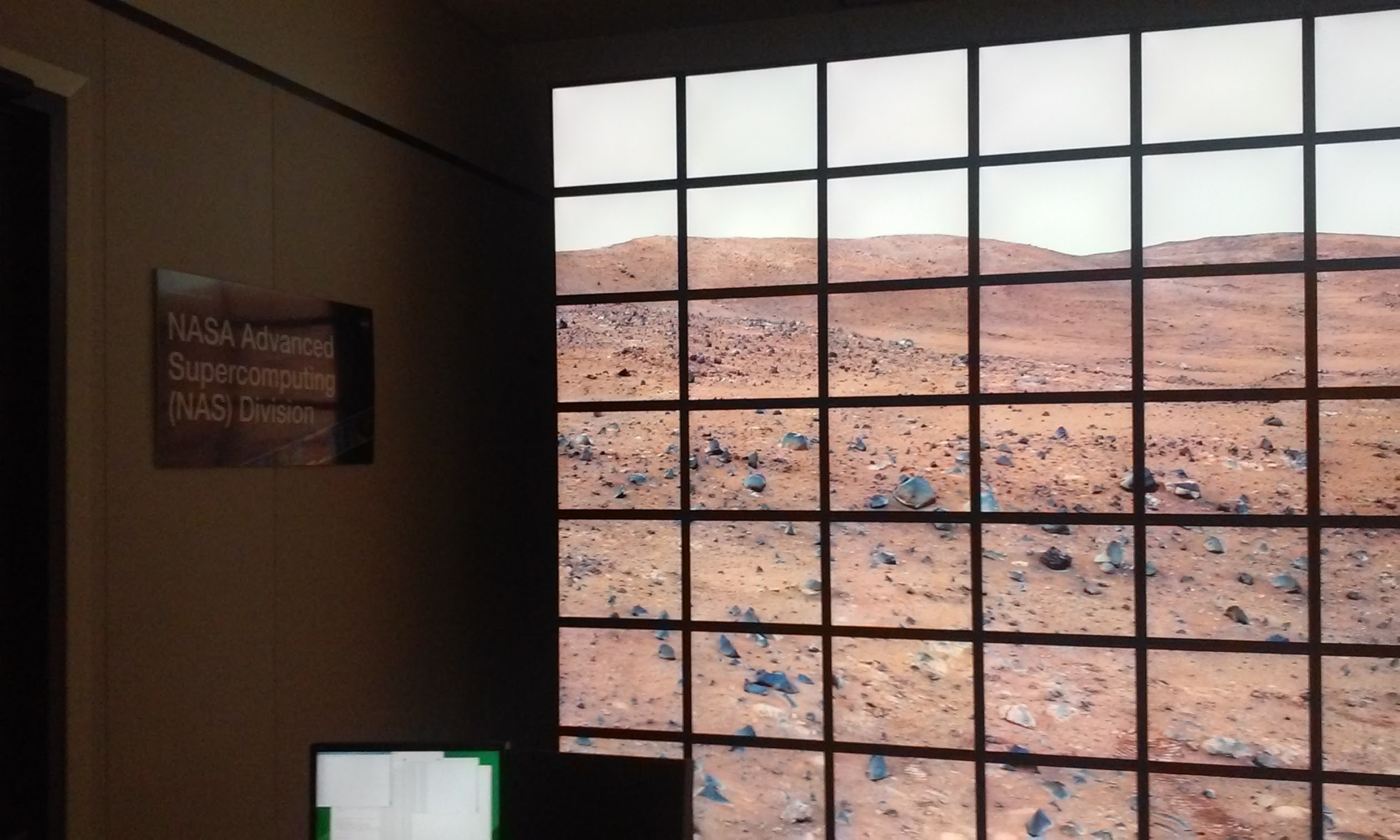
Muro de pantallas, compatible con múltiples GPU, utilizadas para visualización

## En la cultura popular
- En la película de 2015 The Martian, el astrodinámico Rich Purnell utiliza la supercomputadora Pleiades para verificar los cálculos de una maniobra de asistencia por gravedad para una nave espacial, con el fin de rescatar a un astronauta varado en Marte. A diferencia de lo que se muestra en la película, uno no necesita estar físicamente presente dentro de los bastidores para ejecutar los cálculos; para enviar trabajos, un usuario puede conectarse desde una ubicación remota a través de ssh, mientras emplea un SecurID.[25]